# Niedersachsenweg
Der Niedersachsenweg ist ein rund 80 Kilometer langer Hauptwanderweg im lippischen Bergland in Nordrhein-Westfalen. Er beginnt am Hermannsdenkmal im Teutoburger Wald bei Detmold, führt durch Bad Meinberg, über Blomberg und Bad Pyrmont und endet schließlich im niedersächsischen Hameln an der Weser. Seinen Namen erhielt dieser Weg, weil er in Niedersachsen endet. Der Weg wird streckenweise auf anderen Fernwanderwegen geführt und in vier Teilstrecken unterteilt.

## Kennzeichnung
Der Niedersachsenweg ist mit der Wegzeichen-Markierung  X 
und – soweit zweckmäßig – mit der Wegnummer „6“ (X6) gekennzeichnet.
Betreut wird der Niedersachsenweg durch die Mitglieder des Teutoburger-Wald-Vereins.

## Streckenverlauf
1. Etappe: Hermannsdenkmal ⊙- Bad Meinberg ca. 18 km
Der Niedersachsenweg führt zunächst, identisch mit dem Hermannsweg (gekennzeichnet mit einem weißen „H“), durch den Teutoburger Wald zur Adlerwarte Berlebeck. Vorbei an der Große Egge erreicht der Weg dann, zusammen mit dem Runenweg („X7“), die Externsteine, bis schließlich das Staatsbad Meinberg erreicht wird.
2. Etappe: Bad Meinberg – Blomberg ca. 22,5 km
Am historischen Kurpark trennen sich die Wanderwege „X6“ und der Runenweg („X7“) wieder. Der Niedersachsenweg führt durch den Länderwaldpark „Silvaticum“ und durch das Naturschutzgebiet Norderteich. Über Reelkirchen und dem Kneippkurort Schieder wird bis Blomberg gewandert.
3. Etappe: Blomberg – Bad Pyrmont ca. 19 km
Die zusammen verlaufenden Wanderwege „X5“ (Dingelstedtpfad) und der Niedersachsenweg („X6“) trennen sich hinter der Stadtmauer von Blomberg wieder. Der Niedersachsenweg führt nun an Eschenbruch vorbei, hinauf auf das Hochplateau der Herlingsburg. Dann geht es weiter in die Stadt Lügde, entlang des Niederungsgebiets der Emmer, einem Nebenfluss der Weser. Hier wird die Landesgrenze nach Niedersachsen überschritten und nach Bad Pyrmont gewandert.
4. Etappe: Bad Pyrmont – Hameln ⊙ ca. 23 km
Am Brunnenhaus „Hylliger Born“ führt der Weg hinaus bis zum Waldrand. Weiter geht es über einen Hangweg am „Schellenturm“ vorbei nach Gellersen, einem Ortsteil der Gemeinde Aerzen. Nach wenigen Kilometern wird die Hämelschenburg erreicht, ein bedeutendes Bauwerk der Weserrenaissance im Weserbergland. Hinter der Burg verläuft der Wanderweg deckungsgleich mit dem Weserberglandweg („XW“) durch kleine Orte, Wald und Flur zur Weser und endet schließlich in Hameln.

## Hinweis
Die Wegbezeichnung „X6“ haben mehrere Wanderwege in Deutschland erhalten.
Beispiele: die „Rucksack-Wanderung rund um Bilstein“ und der „Hauptwanderweg X6, Robert-Kolb-Weg“ im Sauerland.